# Usedlost Saky 2
Usedlost Saky čp. 2 se nachází ve vesnici Saky v okrese Kladno, Středočeském kraji, asi 5 km od Slaného. Areál usedlosti se skládá z několik budov a zahrady obehnaných kamennou ohradní zdí. Zástavbu Saky tvoří několik usedlostí, seskupených kolem nevelkého nepravidelného návesního prostoru. Veškerá dochovaná historická zástavba je zděná z místní opuky, charakteristické pro tuto oblast. Usedlost je nemovitou kulturní památkou a v současné době je využívána zejména pro soukromé bydlení.

## Historie
Za nemovitou kulturní památku byla usedlost prohlášena v roce 1987 pro svou klasicistní hodnotu. Navíc, v roce 1999 byla v usedlosti objevena část středověké roubené obytné místnosti, pozůstatek dymné jizby. Tyto jizby byly hlavním obytným prostorem středověkého vesnického domu, s plně dymným provozem, kdy otopné zařízení, tvořené otevřeným ohništěm a pecí, bylo umístěno přímo v jizbě, do níž bylo obráceno také ústí pece. Dendrochronologický průzkum stavby prokázal, že povaly, použité na stavbu dymné jizby, pocházejí z více než stoletých jedlových kmenů skácených roku 1494. Na stěnách srubu se dochovaly stopy dymného provozu a řada původních detailů (hliněné vymazávky spar s vápennými nátěry, vápenné nátěry trámů, dlahy pro polenice apod.).
Dochovaný srub byl zbudován nad zasypanou šachtou, jejíž dno leží přibližně 4,4 m pod podlahou jizby. Ústí šachty dosahovalo průměru kolem 3 m, v nejnižší části se objekt rozšiřoval k západu výběžkem vysekaným do skály. Na dně ležela železná motyka, stopy práce obdobným nástrojem nesou svislé stěny šachty. Z výplně pocházejí zlomky keramických nádob poměrně širokého časového rozpětí 13., 14. a 15. století. Nejstarší z nich představují počátky zdejšího osídlení. K určení doby zřízení a pozdějšího zasypání šachty sloužily nejmladší střepy z její výplně, které pocházejí z mladší fáze 15. století. Obdobný objekt stejného stáří byl zjištěn i severozápadně od obytného stavení, na zahradě usedlosti. I zde vydal odkrytý úsek keramické zlomky ze 13., 14. a 15. století. Podle rozboru hornin, vyzdvižených z výplně objektu odkrytého v obytné místnosti, sloužily šachty k těžbě železné rudy. Keramický materiál pak svědčí o jejich provozu v 15. století. Zlomky z předcházejících věků však nemají v písemných pramenech protějšek, fragmenty keramiky ze 13. století představují nejstarší známý doklad zdejšího osídlení. Více možností skýtá obsah raně středověkých dokumentů z 11.-13. století, týkajících se nejbližšího okolí Sak. S touto vsí sousedí ves Jemníky, jejíž název, doložený k první polovině 13. století, je odvozen od činnosti lidí hloubících jámy. Prameny z 11. století pak v další blízké vsi, Knovízu, zmiňují "rudniky", poddané pracující se železnou rudou.
Jádro usedlosti je seskupeno kolem nepravidelného tvaru o trojúhelníkovém půdorysu. Současné prostorové uspořádání celého areálu je doloženo již mapou stabilního katastru z r. 1840. Přízemní dům tradiční trojdílné dispozice s patrovým komorovým dílem a navazujícími chlévy působí jako klasicistní stavba s přístavbou mladšího traktu ze 30. let 20. století a unikátně dochovaným středověkým jádrem. Pozůstatek roubené dymné jizby je dendrochronologicky datován do roku 1494. Jedná se tedy o jeden z nejstarších vesnických roubených domů v Čechách. Zajímavým dokladem typologie hospodářských staveb je patrová sýpka na západní straně dvora. Tříprostorová stavba je v úrovní přízemí zděná z kvádříkového zdiva s valenými klenbami. Obytná místnost tříprostorového uspořádání patra se síňovým a komorovým dílem má dochovanou rámovou konstrukci s trámovými výplněmi se zateplovací funkcí. Součástí hmotové skladby usedlosti je patrová stavba s komorami a navazující kolnou na jihovýchodě dvora naproti obytného domu.
Usedlost je mimořádně hodnotným areálem dokládajícím stavební vývoj vesnického stavitelství Slánska od konce 15. do první poloviny 20. století. Unikátně dochovaná roubená dymná jizba v obytném stavení usedlosti patří k cenným dokladům roubené architektury v České republice. Památková, historická, typologická, stavebně historická i architektonická hodnota areálu přesahuje území středních Čech.

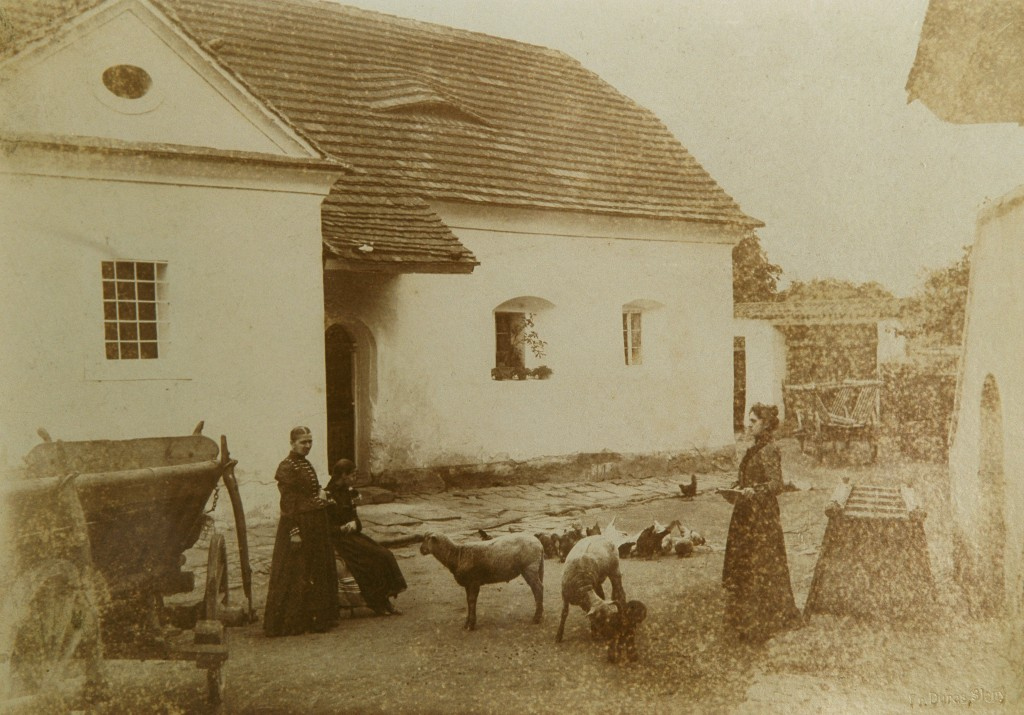
Historická fotografie budovy a dvora Saky 2. Autor a čas pořízení neznámý.

## Současnost
V současné době je usedlost užívána pro soukromé bydlení a příležitostné společenské a kulturní aktivity. Konají se v ní také setkání odborníků, osobností a dalších pozvaných lidí z Čech i zahraničí ohledně aktuálních témat současnosti. A občasné koncerty klasické a jazzové hudby pro pozvané hosty. V místě vystupovali například David Friedman, Bob Montgomery, Hetty Kate, Libor Šmoldas, Josef Vejvoda, Jakub Zomer, Brian Charette, Kryštof Marek, Martina Bártová, aj. A vedle soukromého bydlení tak usedlost přispívá k práci na důležitých aktuálních tématech. Od roku 2022 zde také dochází k vytváření unikátních květin ze stříbra a zlata GIYOU.
V dubnu 2023 zde také vznikla světově unikátní zlatá kytice GIYOU. Kytice byla složena ze 118 květin vyrobených ze zlata o ryzosti 999.9/1000 a celkové váze 738 g. Cena kytice, označené puncem nejvyšší zákonné ryzosti 999/1000, byla přibližně 3,5 mil Kč. Z dostupných informací vyplývá, že tato kytice je pravděpodobně nejcennější v současném světě vytvořená zlatá kytice a zlatá kytice s nejvíce různými druhy květin (11 druhů květin) i celkovým počtem květin (118 květin) - https://www.novinky.cz/clanek/domaci-lucni-kvety-za-35-milionu-cesky-par-vyrobil-zrejme-nejdrazsi-zlatou-kytici-na-svete-40430744

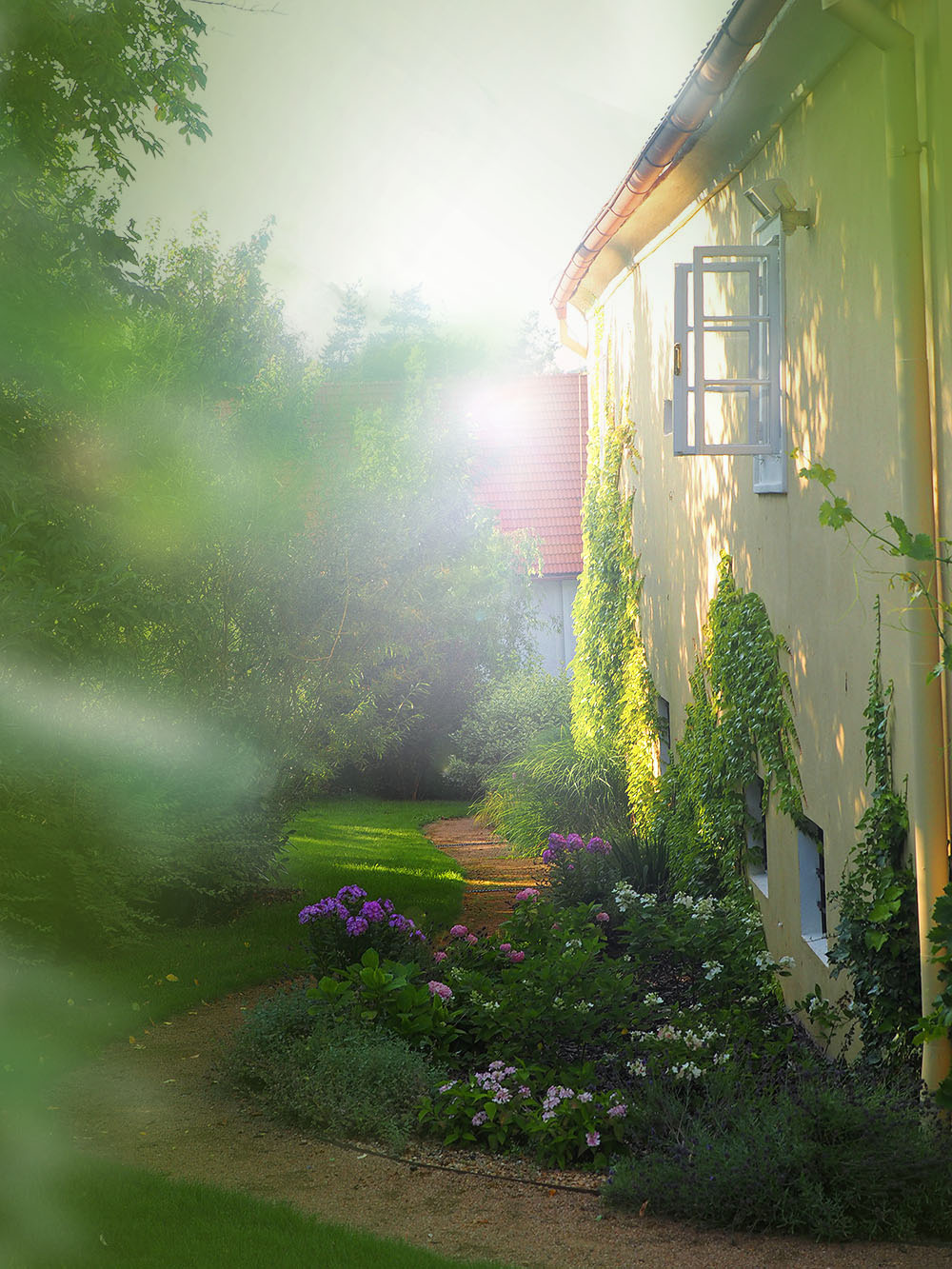
Zadní část usedlosti Saky 2
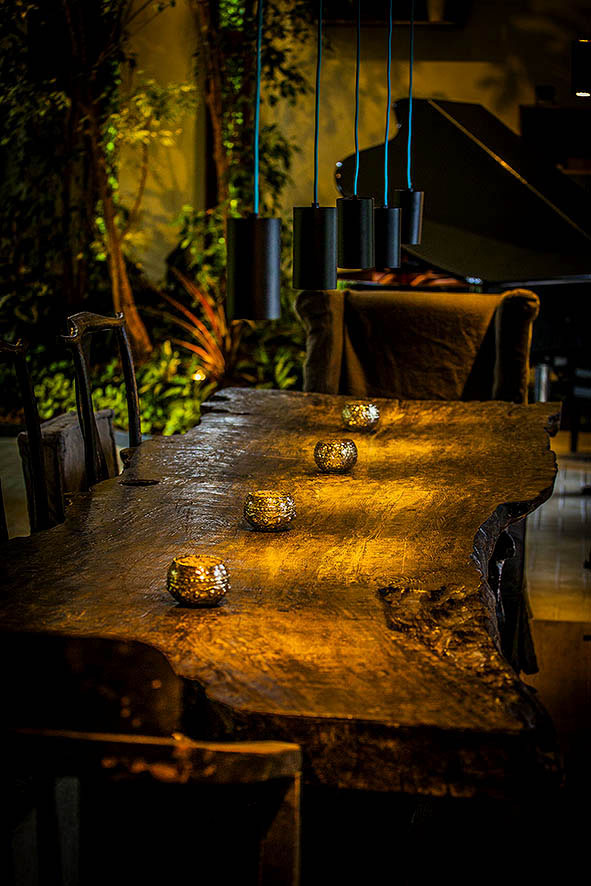
Místo hudebních událostí Saky 2
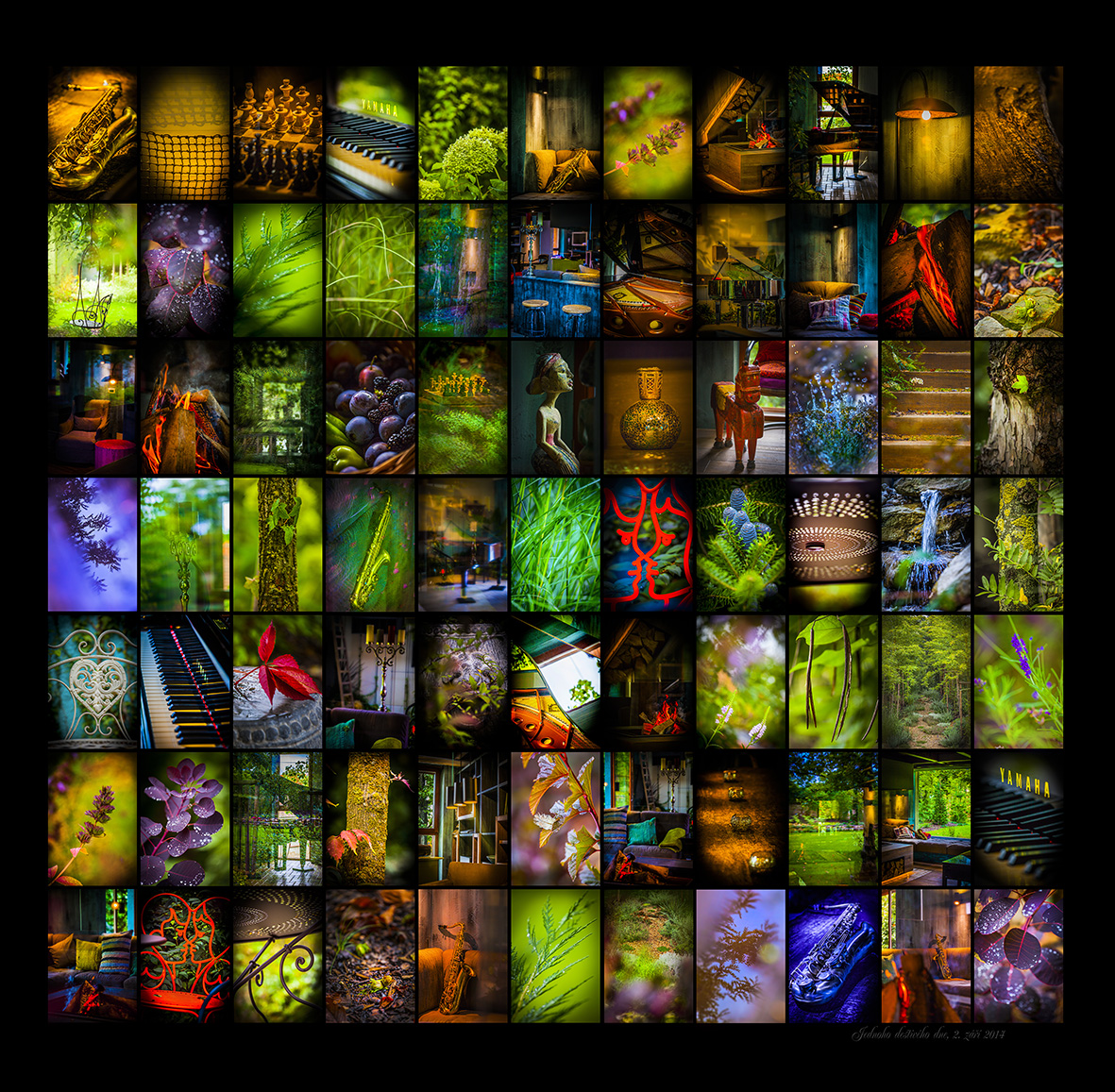
Fotografický obraz zátiší Saky 2
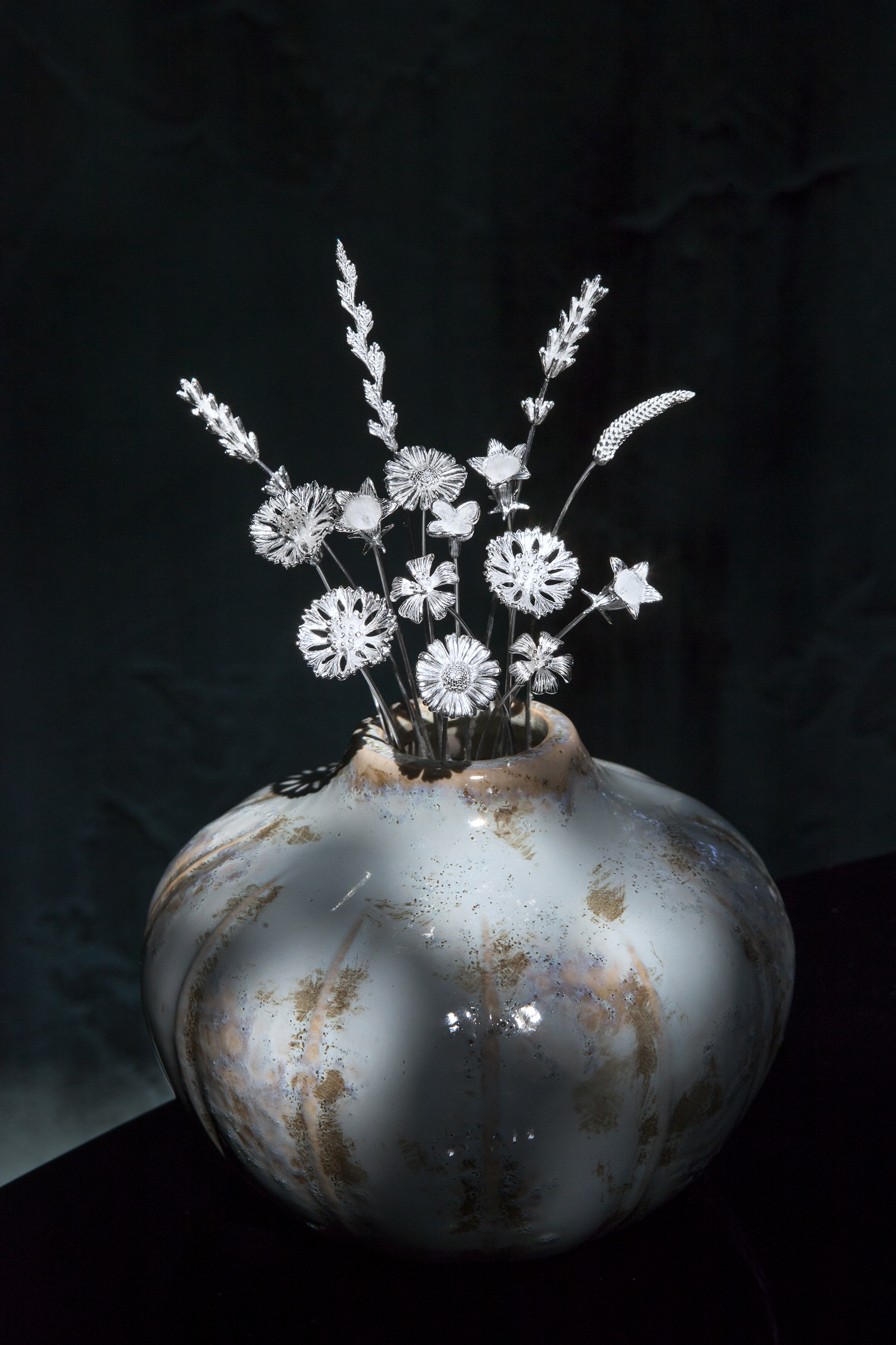
Kytice květin ze stříbra. Design a výroba GIYOU, Česká republika, stříbro 925/1000